# AAフラメンゴ
アソシアソン・アトレチカ・フラメンゴ（ポルトガル語: Associação Atlética Flamengo）は、ブラジル・サンパウロ州グアルーリョスに本拠地を置くサッカークラブ。通称はフラメンゴ-SP（Flamengo-SP）。

## 歴史
1954年6月1日設立。1999年にカンピオナート・パウリスタ・セグンダ・ディヴィソンB2を制し、2000年にカンピオナート・パウリスタ・セグンダ・ディヴィソンを制し、2008年にカンピオナート・パウリスタ・セリエA3を制した。

## 本拠地
サンパウロ州グアリーニョスにあるエスタジオ・アントニオ・オリヴェイラを本拠地としている。収容人数は1万5000人。

## 歴代所属選手
- アンドレ・ピント・カンダカン 1997-2001
- ロドリゴ・ヴィルジリオ 2004
- ジョゼ・エンヒキ・ダ・シウヴァ・ドゥラード 2007-08
- パウロ・マギノ 2010-11
- ウェズレー・スミス・アウヴェス・フェイトーザ 2011
- ダニロ・ヴィタリーノ・ペレイラ 2013

## タイトル
- カンピオナート・パウリスタA3: 2008
- カンピオナート・パウリスタ・セグンダ・ディヴィソン: 2000
- カンピオナート・パウリスタ・セグンダ・ディヴィソンB2: 1999